# 상급분대지도자

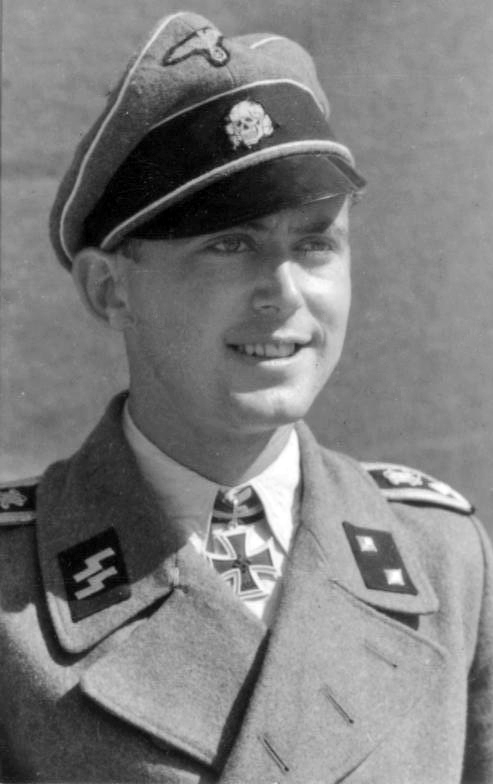
쿠르트 자메트라이터.

상급분대지도자(독일어: Oberscharführer)는 1932년에서 1945년 사이 나치당에서 사용한 준군사 계급이다. 본래 돌격대에서 가장 먼저 사용했다. 돌격대 계급으로서 상급분대지도자는 분대지도자의 위이고 부대지도자의 아래이다.
초기 친위대 계급은 돌격대의 그것과 동일했기 때문에 친위대에서도 상급분대지도자 계급을 사용했다. 그러다 1934년 장검의 밤 사건 이후 친위대 조직 재편이 일어나 친위대 상급분대지도자는 돌격대 부대지도자와 동급이 되었다. 친위대 상급분대지도자는 돌격대 부대지도자, 국방군 상사와 동격으로서 분대지도자의 위이고 최고분대지도자의 아래이다.

## 참고 자료
- Flaherty, T. H. (2004) [1988]. 《The Third Reich: The SS》. Time-Life Books, Inc. ISBN 1 84447 073 3.
- Lumsden, Robin (2000). 《A Collector's Guide To: The Waffen–SS》. Ian Allan Publishing, Inc. ISBN 0-7110-2285-2.
- McNab, Chris (2009). 《The SS: 1923–1945》. Amber Books Ltd. ISBN 978-1-906626-49-5.